# Huiloapan de Cuauhtémoc
Huiloapan de Cuauhtémoc es una localidad del estado mexicano de Veracruz. Es cabecera del municipio de Huiloapan de Cuauhtémoc.

## Demografía
| Censo | Población |
| ----- | --------- |
| 1900  | 429       |
| 1910  | 437       |
| 1921  | 456       |
| 1930  | 524       |
| 1940  | 567       |
| 1950  | 766       |
| 1960  | 806       |
| 1970  | 2174      |
| 1980  | 3083      |
| 1990  | 3342      |
| 1995  | 3744      |
| 2000  | 3700      |
| 2005  | 3956      |
| 2010  | 4125      |
| 2020  | 4270      |